# Breaking Hearts
Breaking Hearts ist das 18. Studioalbum des britischen Sängers und Komponisten Elton John. Es erschien im Juni 1984 bei Geffen Records (US)/Rocket (UK) und wurde in der Besetzung John, Davey Johnstone, Dee Murray und Nigel Olsson eingespielt.

## Hintergrund
Das Album wurde mit Chris Thomas in den AIR Studios, Montserrat, eingespielt. Es ist das letzte in der klassischen Besetzung Johnstone, Murray, Olsson, die noch einmal für den Hintergrundgesang von Reg Strikes Back zurückkehrte. Murray starb 1992 an Hautkrebs, Olsson spielte 2001 wieder auf Songs from the West Coast. Breaking Hearts war das letzte Album, auf dem John Klavier und Synthesizer im Studio selbst einspielte. Erstmals seit Victim of Love (1979) wurden zudem keine Streicher und Bläser verwendet. Bis heute spielt John Sad Songs (Say So Much) auf seinen Konzerten, zuletzt auf der Farewell Yellow Brick Road Tour (seit 2018).

## Rezeption
Das Album erreichte Platz 20 der US-amerikanischen und Platz zwei der britischen Charts. In der Schweiz erreichte es Platz eins, in Österreich Platz vier und wie der Vorgänger in Deutschland Platz fünf.
Das Album erreichte in Neuseeland und den USA Platinstatus. In der Schweiz erreichte es Goldstatus.

## Titelliste
Alle Songs wurden von Elton John und Bernie Taupin geschrieben, außer wo angegeben.
| Nr. | Titel                                      | Länge |
| --- | ------------------------------------------ | ----- |
| 1.  | Restless                                   | 5:17  |
| 2.  | Slow Down Georgie (She’s Poison)           | 4:10  |
| 3.  | Who Wears These Shoes?                     | 4:04  |
| 4.  | Breaking Hearts (Ain’t What It Used to Be) | 3:34  |
| 5.  | Li’l ’Frigerator                           | 3:37  |

| Nr.          | Titel                                                      | Länge |
| ------------ | ---------------------------------------------------------- | ----- |
| 1.           | Passengers (John, Taupin, Davey Johnstone, Phineas Mkhize) | 3:24  |
| 2.           | In Neon                                                    | 4:19  |
| 3.           | Burning Buildings                                          | 4:02  |
| 4.           | Did He Shoot Her?                                          | 3:21  |
| 5.           | Sad Songs (Say So Much)                                    | 4:55  |
| Gesamtlänge: | Gesamtlänge:                                               | 40:43 |